# Шпиталич при Словенских Коњицах
Шпиталич при Словенских Коњицах (словен. Špitalič pri Slovenskih Konjicah) је насељено место у општини Словенске Коњице, Савињска регија, Словенија.

## Историја
До територијалне реорганизације у Словенији био је у саставу старе општине Словенске Коњице.

## Становништво
У попису становништва из 2011. године, Шпиталич при Словенских Коњицах је имао 14 становника.
| Број становника према пописима | Број становника према пописима | Број становника према пописима |
| ------------------------------ | ------------------------------ | ------------------------------ |
| 1991                           | 2002                           | 2011                           |
| 16                             | 19                             | 14                             |

Напомена: Године 1968. настала издвајањем дела из насеља Старе Слемене.